# Olivier
Olivier är ett franskt namn som troligen är bildat av det latinska ordet för olivträd.

## Personer med förnamnet Olivier
- Alexandre Olivier Exquemelin, fransk författare
- Jean-Olivier Zirignon, ivoriansk friidrottare
- Jeanne Olivier Beauval, fransk skådespelerska
- Olivier Assayas, fransk filmregissör
- Olivier Beretta, monegaskisk racerförare
- Olivier Besancenot, fransk politiker
- Olivier Dacourt, fransk fotbollsspelare
- Olivier de Clisson, fransk riddare
- Olivier Föllmi, fransk fotograf
- Olivier Gendebien, belgisk racerförare
- Olivier Grouillard, fransk racerförare
- Olivier Jacque, fransk roadracingförare
- Olivier Kapo, fransk fotbollsspelare
- Olivier Karekezi, rwandisk fotbollsspelare
- Olivier Maillard, fransk predikant
- Olivier Martinez, fransk skådespelare
- Olivier Messiaen, fransk kompositör
- Olivier Panis, fransk racerförare
- Olivier Rahmat, svensk regissör
- Olivier Rochus, belgisk tennisspelare
- Olivier Sorlin, fransk fotbollsspelare
- Olivier Theyskens, belgisk modeskapare

## Personer med efternamnet Olivier
- Carlos Olivier, venezuelansk skådespelare
- Guillaume-Antoine Olivier, fransk zoolog och botanist (har Olivier som auktorsnamn)
- Heinrich Olivier, tysk målare
- Johann Heinrich Ferdinand Olivier, tysk målare
- Juste Oliver, schweizisk författare
- Laurence Olivier, brittisk skådespelare och regissör
- Ludwig Heinrich Ferdinand Olivier, tysk pedagog
- Mathieu Olivier, kanadensisk ishockeyspelare
- Woldemar Friedrich Olivier, tysk målare